# William McGregor (bóng đá)
William McGregor (13 tháng 4 năm 1846 - 20 tháng 12 năm 1911) là một quản trị viên hiệp hội bóng đá trong thời đại Victoria, người được coi là người sáng lập của Liên đoàn bóng đá, lần đầu tiên tổ chức hiệp hội bóng đá vô địch thế giới. The Football League, liên đoàn này được thành lập năm 1888 theo sáng kiến của giám đốc câu lạc bộ Aston Villa, ông William McGregor. Giải đấu này bao gồm 12 câu lạc bộ thuộc miền Trung và miền Bắc nước Anh.
Sau khi chuyển từ Perthshire tới Birmingham để thành lập doanh nghiệp với nghề buôn bán vải, McGregor tham gia với câu lạc bộ bóng đá địa phương Aston Villa, mà ông đã giúp thành lập như là một trong những đội bóng hàng đầu ở Anh. Ông đã phục vụ câu lạc bộ trong hơn 20 năm ở nhiều cương vị khác nhau, bao gồm cả chủ tịch công ty, giám đốc, chủ tịch hội đồng quản trị. Vào năm 1888, cảm thấy thất vọng bởi việc hủy bỏ thường xuyên các trận đấu của Villa, McGregor đã tổ chức một cuộc họp của đại diện các câu lạc bộ hàng đầu của Anh, đã dẫn đến sự hình thành của Liên đoàn bóng đá, dành cho các câu lạc bộ thành viên một lịch thi đấu cố định đảm bảo mỗi mùa. Đây là công cụ trong quá trình chuyển đổi của bóng đá từ một trò tiêu khiển nghiệp dư đến một doanh nghiệp chuyên nghiệp.
McGregor phục vụ như là cả Chủ tịch hội đồng quản trị và chủ tịch của Liên đoàn bóng đá và cũng là chủ tịch của Hiệp hội bóng đá (FA). Ông được công nhận bởi FA chod đóng góp cho môn bóng đá một thời gian ngắn trước khi qua đời vào năm 1911, và sau khi ông qua đời đã được vinh danh bởi các cơ quan chức bóng đá địa phương và Aston Villa.